# Palácio de Sorgenfri

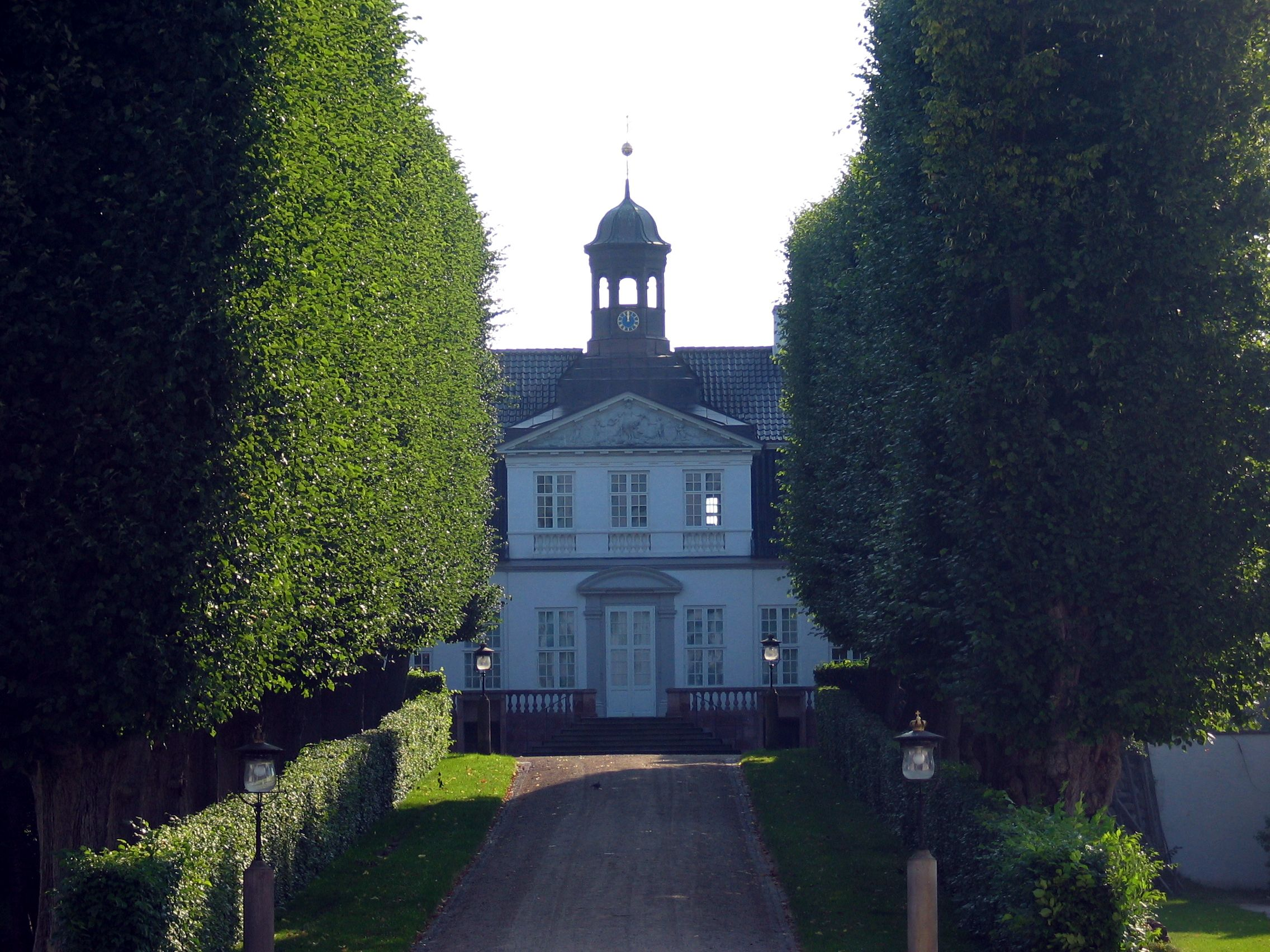
O Palácio de Sorgenfri e seus jardins.

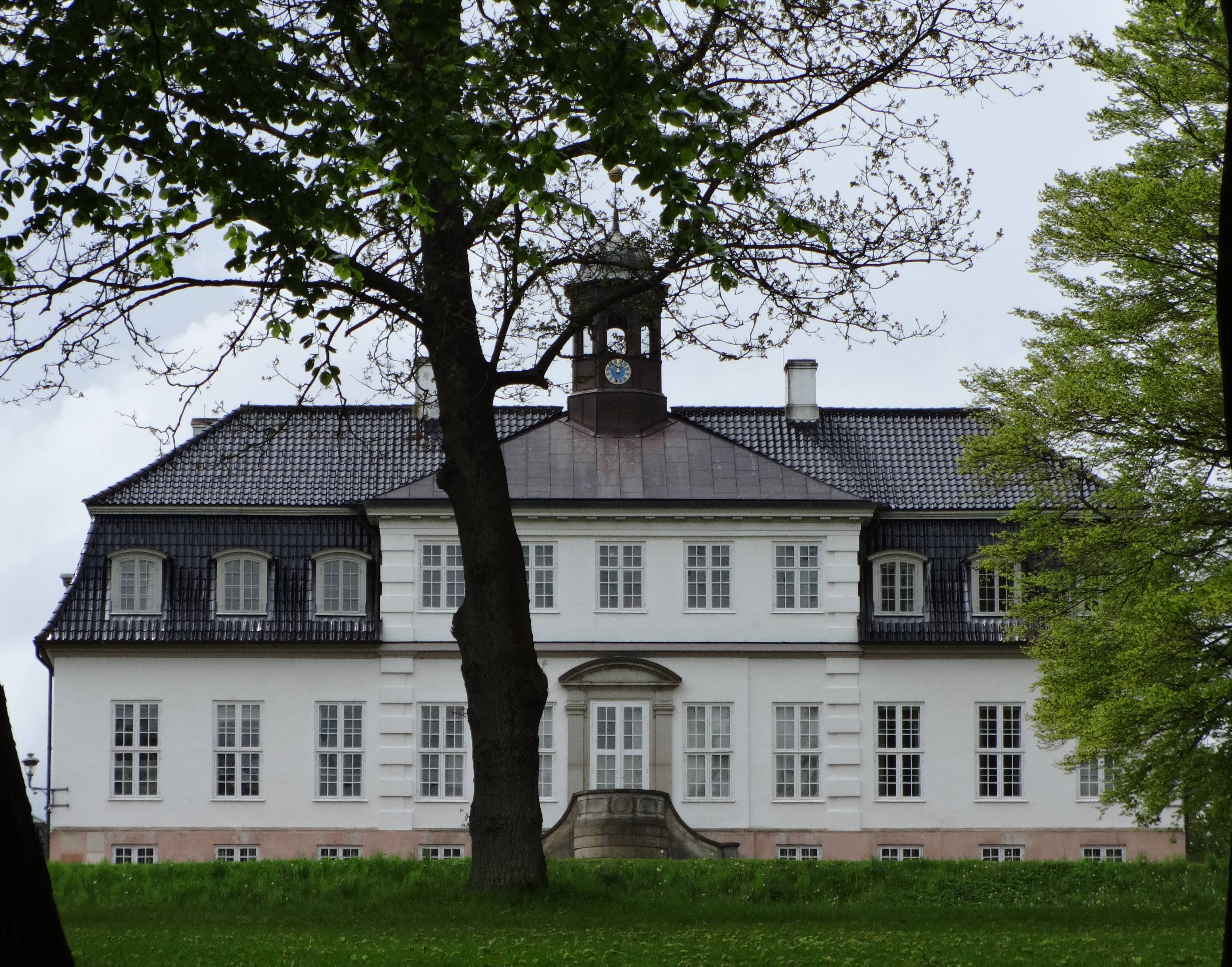
Palácio de Sorgenfri

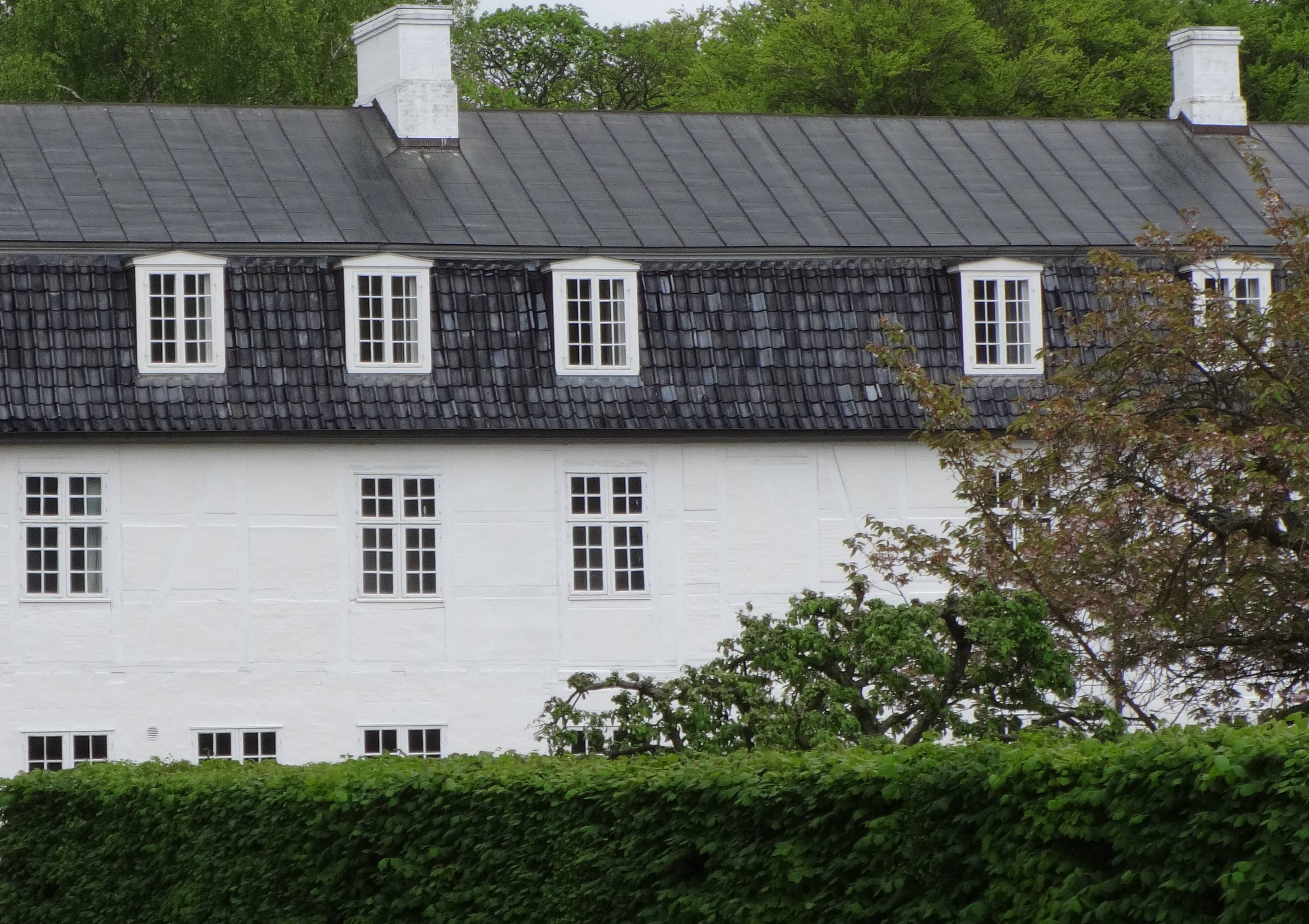
Anexo Damebygningen

O Palácio de Sorgenfri é uma das residências reais do monarca dinamarquês localizada em Lyngby-Tårbæk, nas proximidades de Copenhague. Sorgenfri a residência de verão preferida do Rei Cristiano X e da Rainha Alexandrina. 

## História
Originalmente erguido para a família do Conde Carl Ahlefeldt em 1705. Sorgenfri foi adquirido pela família real em 1730. O então Príncipe Frederico encomendou ao arquiteto real, Lauritz de Thurah, a expansão do imóvel. 
Após sua ascensão ao trono, Frederico doou a residência a sua tia Sofia Carolina, princesa da Frísia. A princesa ordenou a demolição da residência para a construção de um palácio maior.  
Entre 1791 e 1794, o príncipe Frederico, irmão de Cristiana VII, encomendou a atual fachada neoclássica e a cúpula do palácio. 
Atualmente o palácio é fechado ao público, sendo aberto somente a Família Real danesa, mas os jardins são acessíveis a visitantes. Os atuais inquilinos do palácio são os Condes de Rosenborg. 